# Legio VII Gemina (ciutat)
|  | Aquest article tracta sobre la ciutat Legio VII Gemina, per consultes sobre la legió romana vegeu Legio VII Gemina |

Legio VII Gemina (grec Λεγίων ζ Γερμανική) fou una ciutat romana de la Tarraconense situada entre dos rius afluents de l'Esla, estació de la Legio VII Gemina, reclutada per Galba a Hispània, per la qual cosa alguna vegada es va dir VII Galbiana. És l'actual ciutat de Lleó
L'existència de la legió a la zona va impedir la conquesta de la regió pels gots fins al 586 aC. Leovigild va permetre a la ciutat conservar les seves fortificacions, privilegi concedit a molt poques ciutats. Ordoni I la va restaurar el 850. La va ocupar Al-Mansur el 996, després d'un any de setge, però la va perdre després de la seva derrota a la batalla de Calatanyazor. Fou repoblada per Alfons V de Lleó i ampliada per Alfons XI de Castella, amb el successor del qual, Pere I de Castella el cruel, va perdre la capitalitat del regne de Lleó al traslladar la cort.